# Eloy (Arizona)
Eloy és una població dels Estats Units a l'estat d'Arizona. Segons el cens del 2007 tenia 11.896 habitants.

## Demografia
Segons el cens del 2000, Eloy tenia 10.375 habitants, 2.492 habitatges, i 1.988 famílies La densitat de població era de 55,9 habitants/km².
Dels 2.492 habitatges en un 50,1% hi vivien nens de menys de 18 anys, en un 49,4% hi vivien parelles casades, en un 21,9% dones solteres, i en un 20,2% no eren unitats familiars. En el 15,5% dels habitatges hi vivien persones soles el 6,3% de les quals corresponia a persones de 65 anys o més que vivien soles. El nombre mitjà de persones vivint en cada habitatge era de 3,57 i el nombre mitjà de persones que vivien en cada família era de 3,94.
Per edats la població es repartia de la següent manera: un 33,7% tenia menys de 18 anys, un 12% entre 18 i 24, un 32,5% entre 25 i 44, un 15,4% de 45 a 60 i un 6,4% 65 anys o més.
L'edat mediana era de 28 anys. Per cada 100 dones de 18 o més anys hi havia 154,8 homes.
La renda mediana per habitatge era de 26.518 $ i la renda mediana per família de 28.494 $. Els homes tenien una renda mediana de 25.295 $ mentre que les dones 21.088 $. La renda per capita de la població era de 9.194 $. Aproximadament el 27,9% de les famílies i el 31,9% de la població estaven per davall del llindar de pobresa.

## Poblacions més properes
El següent diagrama mostra les poblacions més properes.